# 無政府狀態 (國際關係)
无政府状态（英語：Anarchy）在国际关系理论中指一种缺乏任何绝对的权威或主权的状态。在无政府状态中，不存在一个可以为国际政治系统解决争端、执行法律或发表命令的主体。在国际关系中，无政府状态被广泛接受为国际关系理论的起点。 

## 思想流派
虽然国际关系理论中的三个经典思想流派及其相对应的衍生流派（现实主义、新现实主义、自由主义、新自由主义和建构主义）都同意世界体系都源自无政府状态，但他们对国家应该如何处理这个问题有着不同的看法。

## 引用文献
1. ↑  Milner, Helen. . Review of International Studies. 1991, 17 (1): 67–85  [2023-03-25]. ISSN 0260-2105. JSTOR 20097244. S2CID 145793567. doi:10.1017/S026021050011232X. （原始内容存档于2021-12-11）.